# Mbale (Kenya)
Cet article concerne une ville kényane. Pour la ville ougandaise, voir Mbale. Pour le district ougandais, voir Mbale (district).
Mbale est une ville du Kenya, dans le comté de Vihiga.
Elle compte 17 404 habitants en 2019.